# Северный Иныльчек
Се́верный Иныльче́к (Се́верный Энгильче́к или ледни́к Резниче́нко; кирг. Түндүк Эңилчек) — сложный долинный ледник в Центральном Тянь-Шане, в Казахстане (верхняя часть, Алматинская область) и Кыргызстане (нижняя часть, Иссык-Кульская область), в верховье реки Иныльчек, левого притока Сарыджаза.

## Общая информация
Длина ледника составляет 38,2 км, площадь — 203 км². Прежде Северный Иныльчек сливался с ледником Южный Иныльчек, а в настоящее время соединён с ним участком мёртвого льда, служащего дном озеру Мерцбахера и озеру Верхнему.
Область питания ледника расположена на высотах до 7000 м, фирновая линия — на высоте 4750 м, конец ледника — на высоте 3400 м. В 1996 году подвижка ледника почти полностью уничтожила озеро Верхнее.

## Топографические карты
- Лист карты K-44-65 пик Победы. Масштаб: 1 : 100 000. Указать дату выпуска/состояния местности.
- Лист карты K-44-64 перевал Тюз. Масштаб: 1 : 100 000. Состояние местности на 1976 год. Издание 1991 г.